# Ibolya Csák
Dans le nom hongrois Csák Ibolya, le nom de famille précède le prénom, mais cet article utilise l’ordre habituel en français Ibolya Csák, où le prénom précède le nom.
Ibolya Csák (née le 6 janvier 1915 à Budapest - morte le 10 février 2006 à Budapest) était une athlète hongroise spécialiste du saut en hauteur. 
Elle remporta le titre olympique aux Jeux de Berlin en 1936 passant une barre à 1,62 m. Elle fut ainsi la première athlète hongroise à devenir championne olympique.
Deux ans plus tard, elle fut battue aux championnats d'Europe de Vienne par l'Allemande Dora Ratjen. Mais après qu'il fut découvert que Ratjen était en réalité un homme, Csák fut désignée championne d'Europe.

## Palmarès

### Jeux olympiques
- Jeux olympiques 1936 à Berlin ( Allemagne)
  -  Médaille d'or en saut en hauteur

### Championnats d'Europe
- Championnats d'Europe d'athlétisme 1938 à Vienne ( Allemagne)
  -  Médaille d'or en saut en hauteur